# Renato Augusto
Renato Augusto (ur. 8 lutego 1988 w Rio de Janeiro) – brazylijski piłkarz, występujący na pozycji środkowego lub ofensywnego pomocnika w brazylijskim klubie Fluminense. W latach 2011-2018reprezentant Brazylii. Uczestnik Mistrzostw Świata 2018 i Copa América 2016.
W latach 2008–2012 gracz Bayeru 04 Leverkusen, pozyskany z brazylijskiego CR Flamengo za około 10 milionów euro, z czego 60% kwoty miało zostać przekazanych do klubu, natomiast reszta do grup inwestycyjnych. W grudniu 2012 roku został pozyskany przez Corinthians za 3 miliony euro.

## Kariera reprezentacyjna
9 lutego 2011 Augusto zadebiutował w reprezentacji Brazylii w meczu z Francją (0:1).

## Sukcesy

### Corinthians
- Mistrzostwo Brazylii: 2015
- Recopa Sudamericana: 2012/13

### Flamengo
- Puchar Brazylii 2006

- Mistrzostwo stanu Rio 2007, 2008

### Bayer Leverkusen
- Wicemistrzostwo Niemiec 2010/11

### Fluminese
- Recopa Sudamericana: 2023/24